# Lipińskie (Biała Piska)
Lipińskie (deutsch Lipinsken, 1938 bis 1945 Eschenried (Ostpr.))ist ein Dorf in der polnischen Woiwodschaft Ermland-Masuren, das zur Gmina Biała Piska (Stadt- und Landgemeinde Bialla, 1938 bis 1945 Gehlenburg) im Powiat Piski (Kreis Johannisburg) gehört.

## Geographische Lage
Lipińskie liegt im südlichen Osten der Woiwodschaft Ermland-Masuren, 27 Kilometer östlich der Kreisstadt Pisz (deutsch Johannisburg).

## Geschichte
Das kleine Dorf wurde im Jahre 1471 durch den Deutschen Ritterorden als Freigut mit 16 Hufen nach magdeburgischem Recht gegründet. Um 1540 nannte man es Lip, nach 1540 Lypenske, nach 1579 Lypinski, um 1785 Lypiensken, nach 1785 Liepiensken, nach 1818 Lipiensken und bis 1938 Lipinsken.
Der Ort gehörte zum Kreis Johannisburg im Regierungsbezirk Gumbinnen (ab 1905: Regierungsbezirk Allenstein) in der preußischen Provinz Ostpreußen. 1874 wurde Lipinsken in den neu errichteten Amtsbezirk Groß Rogallen (polnisch Rogale Wielkie) eingegliedert, aber bereits vor 1908 in den Amtsbezirk Drygallen (ab 1938 „Amtsbezirk Drigelsdorf“) umgegliedert.
149 Einwohner waren im Jahr 1910 in Lipinsken gemeldet, im Jahre 1933 waren es 138. Aufgrund der Bestimmungen des Versailler Vertrags stimmte die Bevölkerung im Abstimmungsgebiet Allenstein, zu dem Lipinsken gehörte, am 11. Juli 1920 über die weitere staatliche Zugehörigkeit zu Ostpreußen (und damit zu Deutschland) oder den Anschluss an Polen ab. In Lipinsken stimmten 100 Einwohner für den Verbleib bei Ostpreußen, auf Polen entfielen keine Stimmen. Am 3. Juni (amtlich bestätigt: 16. Juli) 1938 wurde Lipinsken aus politisch-ideologischen Gründen der Abwehr fremdländisch klingender Ortsnamen in „Eschenried (Ostpr.)“ umbenannt. 1939 belief sich die Einwohnerzahl auf 108.
In Kriegsfolge kam 1945 das gesamte südliche Ostpreußen und damit auch Lipinsken resp. Eschenried zu Polen. Das Dorf erhielt die polnische Namensform „Lipińskie“ und ist heute Sitz eines Schulzenamtes (polnisch Sołectwo) und somit eine Ortschaft im Verbund der Stadt- und Landgemeinde Biała Piska (Bialla, 1938 bis 1945 Gehlenburg) im Powiat Piski (Kreis Johannisburg), bis 1998 der Woiwodschaft Suwałki, seither der Woiwodschaft Ermland-Masuren zugeordnet. 
Die Zahl der Einwohner belief sich 2011 auf 65.

## Religionen
Bis 1945 war Lipinsken in die evangelische Kirche Skarzinnen in der Kirchenprovinz Ostpreußen der Kirche der Altpreußischen Union sowie in die römisch-katholische Kirche Johannisburg im Bistum Ermland eingepfarrt.
Heute gehört Lipińskie katholischerseits zur Pfarrei Skarżyn im Bistum Ełk der Römisch-katholischen Kirche in Polen. Die evangelischen Einwohner halten sich zur Kirchengemeinde in der Stadt Biała Piska, einer Filialgemeinde der Pfarrei Pisz in der Diözese Masuren der Evangelisch-Augsburgischen Kirche in Polen.

## Verkehr
Lipińskie liegt an einer Nebenstraße, die Drygały (Drygallen, 1938 bis 1945 Drigelsdorf) an der Woiwodschaftsstraße 667 mit Skarżyn (Skarzinnen, 1938 bis 1945 Richtenberg) verbindet. 